# Freeport, Pennsylvania
Freeport är en kommun av typen borough i Armstrong County i Pennsylvania. Vid 2010 års folkräkning hade Freeport 1 833 invånare.